# Metamorphoses
Métamorphoses (укр. метаморфози) — альбом Жан-Мішеля Жарра, випущений Sony Music в 2000. Він був випущений в США Disques Dreyfus в 2004. Це його десятий студійний альбом.
Після свого попереднього альбому Oxygene 7-13, Жан-Мішель Жарр вирішив почати все заново, взявши інший напрям своєї музики через використання вокалу. Це перший ‘вокальний’ альбом Жан-Мішеля Жара, в якому він за допомогою вокодера співпрацює з Лорі Андерсон, Наташою Атлас і Деірдре Дубуа. Лорі Андерсон цим зробила свою другу появу в дискографії Жарра (першою була співпраця в альбомі Zoolook композиції «Diva»). В музиці відчувається суміш елементів сучасного техно-поп, ембіентного джазу і електро. Загалом альбом був не погано сприйнятий критиками.

## Композиції
1. «Je Me Souviens» — 4:25
2. «C'est la Vie» — 7:11
3. «Rendez-Vous à Paris» — 4:19
4. «Hey Gagarin» — 6:20
5. «Millions of Stars» — 5:41
6. «Tout Est Bleu» — 6:01
7. «Love Love Love» — 4:26
8. «Bells» — 3:49
9. «Miss Moon» — 6:08
10. «Give Me a Sign» — 3:49
11. «Gloria, Lonely Boy» — 5:31
12. «Silhouette» — 2:29

## Учасники запису
- Жан-Мішель Жарр — вокал, оброблений голос, синтезатори
- Жоакім Гарро — програмування ритму, звуковий дизайн, додаткові клавіатури
- Лорі Андерсон — вокал в «Je Me Souviens»
- Наташа Атлас — вокал в «C'est la Vie»
- Шерон Корр — скрипка в «Rendez-Vous à Paris»
- Вероніка Босса — вокал в «Give Me a Sign» і «Millions of Stars»
- Деірдре Дебуа — вокал в «Miss Moon»
- Lisa Jacobs — вокал в «Millions of Stars»
- Ozlem Cetin — вокал в «Silhouette»
- Крістофер Папендік — бас
- Францис Рамбер — додаткова клавіатура